# لری سدار
لری سدار (انگلیسی: Larry Cedar؛ زادهٔ ۶ مارس ۱۹۵۵) یک هنرپیشه اهل ایالات متحده آمریکا است. وی از سال ۱۹۷۸ میلادی تاکنون مشغول فعالیت بوده‌است.

## گزیده فیلمشناسی
از فیلم‌ها یا برنامه‌های تلویزیونی که وی در آن نقش داشته‌است می‌توان به آثار زیر اشاره کرد.
- کنستانتین (فیلم) ()
- اسباب‌بازی‌های شیطانی ()
- چشم‌انداز (فیلم ۱۹۸۴) (۱۹۸۴)
- ترس و نفرت در لاس وگاس ()
- هالیوودلند ()
- لیگ عدالت: خدایان و هیولاها ()
- لیگ عدالت: تاج و تخت آتلانتیس ()
- گنجینه ملی: کتاب رمز ()
- پاپاراتزی (فیلم ۲۰۰۴) (۲۰۰۴)
- پنهان (فیلم ۱۹۸۷) (۱۹۸۷)
- لچک‌به‌سر ()
- منطقه گرگ و میش: فیلم ()
- بتل‌استار گالکتیکا ()
- بوستون لیگال ()
- افسون‌شده ()
- اجتماع (مجموعه تلویزیونی) ()
- ددوود ()
- دروازه ستارگان اس‌جی-۱ ()
- پیشتازان فضا: انترپرایز ()
- دو مرد و نصفی ()
- شلدون جوان ()
- هیتمن: آمرزش ()
- لوکی (شخصیت کمیک) ()
- سایه روم ()
- جنگ ستارگان: جمهوری قدیم ()